# Poecilafroneta
Poecilafroneta caudata es una especie de araña araneomorfa de la familia Linyphiidae. Es el único miembro del género monotípico Poecilafroneta.

## Distribución
Es un endemismo de Nueva Zelanda. 